# Bătălia de pe Muntele Cer
Bătălia de pe Muntele Cer (de asemenea Bătălia de la Cer) a fost una din primele bătălii a Primului Război Mondial și prima victorie a Antantei asupra Austro-Ungariei. După victorie Serbia a fost văzută ca o forță decisivă în războiul din Balcani.

## În cultura populară
Bătălia este descrisă în filmele Marșul spre Drina (1964) regizat de Žika Mitrović și Sfântul Gheorghe împușcă balaurul (2009) regizat de Srđan Dragojević.